# Кожоју (Дамбовица)
Кожоју (рум. Cojoiu) насеље је у Румунији у округу Дамбовица у општини Варфури. Oпштина се налази на надморској висини од 633 m.

## Становништво
Према подацима из 2002. године у насељу је живело 94 становника, од којих су сви румунске националности.